# ارتش داوطلب روسیه غربی
ارتش داوطلب روسیه غربی یا برمونتیان، ارتشی بود در استان‌های بالتیک امپراتوری روسیه در طول جنگ داخلی روسیه در سالهای ۱۹۱۸–۱۹۲۰ شرکت داشت.